# Servicio Federal de Supervisión de las Telecomunicaciones, Tecnologías de la Información y Medios de Comunicación
El Servicio Federal de Supervisión de las Telecomunicaciones, Tecnologías de la Información y Medios de Comunicación (en ruso: Федеральная служба по надзору в сфере массовых коммуникаций и связи, romanizado: Federálnaya sluzhba po nadzoru v sfere mássovij kommunikatsy i sviazi) o Roskomnadzor (Роскомнадзор) es la agencia ejecutiva federal rusa responsable de monitorear, controlar y censurar los medios de comunicación rusos.  Tiene como áreas de responsabilidad los medios electrónicos, las comunicaciones masivas, las tecnologías de la información y las telecomunicaciones, la supervisión del cumplimiento de la ley, la protección de la confidencialidad de los datos personales y la organización del trabajo del servicio de radiofrecuencia.

## Historia
El Servicio Federal de Supervisión de las Telecomunicaciones, Tecnologías de la Información y Medios de Comunicación fue restablecido el 12 de mayo de 2008. La resolución número 419, "Del Servicio Federal de Supervisión de las Telecomunicaciones, Tecnologías de la Información y Medios de Comunicación", fue adoptada el 6 de febrero de 2008.
En marzo de 2007, la autoridad —entonces una subdivisión del Ministerio de Cultura de la Federación Rusa llamado "Servicio Federal Ruso de Vigilancia para Conformidad con la Legislación en Medios de Comunicación y Protección del Patrimonio Cultural" (Rosojrankultura)— advirtió al periódico Kommersant que no debía mencionar al Partido Nacional Bolchevique en sus páginas, ya que la inscripción oficial de dicho partido había sido denegada.

## Tareas
Roskomnadzor es un cuerpo ejecutivo federal responsable del control y supervisión en el campo de los medios de comunicación, incluyendo medios masivos y medios electrónicos, tecnologías de información y el control y supervisión de las funciones comunicaciones en relación con la conformidad de la legislación de requerimientos de proceso de datos personales de la Federación Rusa, y la función de coordinar las actividades de servicio de frecuencia radiofónica. Es un cuerpo ejecutivo federal autorizado para proteger datos personales de sujetos humanos. Es también el cuerpo que administra filtros de censura de Internet en Rusia.

## Lista negra de sitios web
Desde 2012, Roskomnazor es administrador del Registro unificado de sitios de Internet prohibidos (del ruso: Единый реестр запрещённых сайтов) [Ediny reestr zapreshchiónnij sáytov].
El 31 de marzo de 2013, el New York Times informó que Rusia estaba comenzando el bloqueo selectivo de Internet. En 2014, durante la crisis de Crimea, Roskomnadzor bloqueó sitios web que criticaban la política rusa en Ucrania, incluyendo los blogs de Alekséi Navalny, Kasparov.ru y Grani.ru.

### GitHub

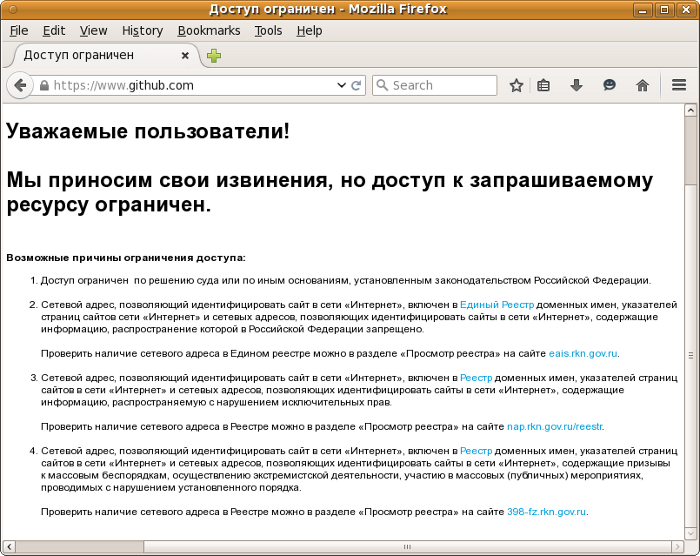
Aviso de bloqueo de GitHub en Rusia.

En octubre de 2014, GitHub estuvo bloqueado durante un corto periodo. El 2 de diciembre, GitHub estuvo bloqueado otra vez por notas satíricas que describían «métodos de suicidio», lo cual causó tensiones importantes entre desarrolladores de software ruso. El sitio fue desbloqueado el 4 de diciembre, y GitHub creó una página especial dedicada a temas relacionados con Roskomnadzor. Todo el contenido está disponible todavía para redes no rusas.

### Wikipedia
El 5 de abril de 2013, se confirmó por un portavoz de Roskomnadzor que Wikipedia había sido puesta en lista negra por el artículo «Fumada de cannabis» (Курение каннабиса [Kuréniye kannábisa]) en la Wikipedia en ruso. Durante ese año también se solicitó el bloqueo de artículos sobre suicidio en la misma página.
El 18 de agosto de 2015, un artículo de la Wikipedia en ruso sobre charas (Чарас (наркотическое вещество [Charas (narkotícheskoe veschestvó)]) fue puesto en lista negra por Roskomnadzor por contener propaganda de narcóticos. El artículo fue posteriormente reescrito desde cero, usando materiales de la ONU y textos de estudio, pero el 24 de agosto fue incluido en la lista de materiales prohibidos que se envía a los proveedores de Internet rusos. Dado que Wikipedia usa el protocolo HTTPS, la Wikipedia en todas sus idiomas fue bloqueada en Rusia la noche del 25 de agosto.

### Sitios porno
Los sitios web para adultos y de contenido pornográfico Pornhub y YouPorn fueron agregados a la lista negra el 14 de septiembre de 2016 en una campaña contra el contenido ilegal en Internet. Sin embargo, sus críticos aseguran que la medida disfraza una cruzada moralista por parte del gobierno ruso.[cita requerida]

### Telegram
Un tribunal de Moscú ordenó el bloqueo del servicio Telegram, desde abril de 2018hasta el 18 de junio de 2020